# The Return of Art Pepper
The Return of Art Pepper – album muzyczny amerykańskiego saksofonisty jazzowego Arta Peppera.
Nagrania te The Art Pepper Quintet zarejestrował 6 sierpnia 1956, w Capitol Studios przy Vine Street, w Hollywood. Tytuł albumu oznajmiał powrót saksofonisty po odbyciu kary pozbawienia wolności – w Fort Worth w Teksasie – za posiadanie narkotyków (był to pierwszy, ale nie ostatni taki przypadek w życiu Peppera). 
Płyta ukazała się w styczniu 1957 nakładem wytwórni Jazz: West (JWLP-10). Album był kilkakrotnie wznawiany (np. w Japonii), a utwory na nim opublikowane były później częścią składową innych płyt Arta Peppera.

## Muzycy
- Art Pepper – saksofon altowy, aranżacje
- Jack Sheldon – trąbka
- Russ Freeman – fortepian
- Leroy Vinnegar – kontrabas
- Shelly Manne – perkusja

## Lista utworów
Strona A
| 1. | "Pepper Returns" (Art Pepper)                        | 4:25  |
|    |                                                      |       |
| 2. | "Broadway" (Ray Henderson, Buddy DeSylva, Lew Brown) | 4:56  |
|    |                                                      |       |
| 3. | "You Go To My Head" (J. Fred Coots, Haven Gilespie)  | 4:15  |
|    |                                                      |       |
| 4. | "Angel Wings" (Art Pepper)                           | 4:40  |
|    |                                                      |       |
| 5. | "Funny Blues" (Art Pepper)                           | 4:36  |
|    |                                                      |       |
|    |                                                      | 22:52 |
|    |                                                      |       |
Strona B
| 6.  | "Five More" (Art Pepper)         | 4:40  |
|     |                                  |       |
| 7.  | "Minority" (Art Pepper)          | 4:17  |
|     |                                  |       |
| 8.  | "Patricia" (Art Pepper)          | 4:38  |
|     |                                  |       |
| 9.  | "Mambo De La Pinta" (Art Pepper) | 4:15  |
|     |                                  |       |
| 10. | "Walkin' Out Blues" (Art Pepper) | 5:55  |
|     |                                  |       |
|     |                                  | 23:45 |
|     |                                  |       |

## Informacje uzupełniające
- Aranżacje – Art Pepper
- Inżynier dźwięku – John Kraus
- Produkcja – Herbert Kimmel
- Tekst na okładce – Don Clark
- Zdjęcia – William Claxton

## Reedycje
- jako pierwsza ukazała się reedycja amerykańska, produkcja innego przedsiębiorstwa właścicieli Aladdin i Jazz: West – Score (SLP 4032).
- 1977  Japonia: monofoniczny, winylowy LP wydany przez Liberty (LLJ-70057)
- ?   Japonia: LP Liberty (Toshiba LR-8036).
- 1979  Japonia: LP King   (GXF-3127).
- 1981  Japonia: LP King (K23P 6712).
- 1985 Hiszpania: LP Fresh Sound Records (FSR 054 2607931)
- 1993 Japonia: LP  Toshiba EMI (TOJJ-5820).
- 2001 Japonia: CD Toshiba EMI (TOCJ-9312)
- 2010 Japonia: CD Toshiba EMI (TOCJ-50019)

## Inne wydania
- 1977 Early Art, 2 LP wydane przez Blue Note BN-LA591-H2
- 1988 The Return of Art Pepper. The Complete Art Pepper Alladin Recordings Volume 1, CD wydany przez Blue Note
- 2005 Mosaic Select 15: Art Pepper, zestaw 3 CD wydanych przez Mosaic Records MS-015 (zawiera m.in. The Return of Art Pepper)
- 2006 Art Pepper Four Classic Albums, 2 CD wydane 29 września przez Avid Jazz, a zawierające nagrania z 4 albumów Peppera (w tym The Return of Art Pepper)